# Bourgheim
Pour l’article ayant un titre homophone, voir Burgheim.
Bourgheim [buʁɡajm]  est une commune française située dans la circonscription administrative du Bas-Rhin et, depuis le 1er janvier 2021, dans le territoire de la Collectivité européenne d'Alsace, en région Grand Est.
Cette commune se trouve dans la région historique et culturelle d'Alsace.

## Géographie
Bourgheim est située à 5 km de Barr et Obernai, à 30 km au sud de Strasbourg et 40 km de Colmar.
|               | Goxwiller |            |
| Heiligenstein | Bourgheim | Valff      |
| Gertwiller    |           | Zellwiller |

### Hydrographie

#### Réseau hydrographique
La commune est dans le bassin versant du Rhin au sein du bassin Rhin-Meuse. Elle est drainée par le ruisseau la Kirneck,.
La Kirneck, d'une longueur de 18 km, prend sa source dans la commune de Barr et se jette  dans l'Andlau à Westhouse, après avoir traversé sept communes. 

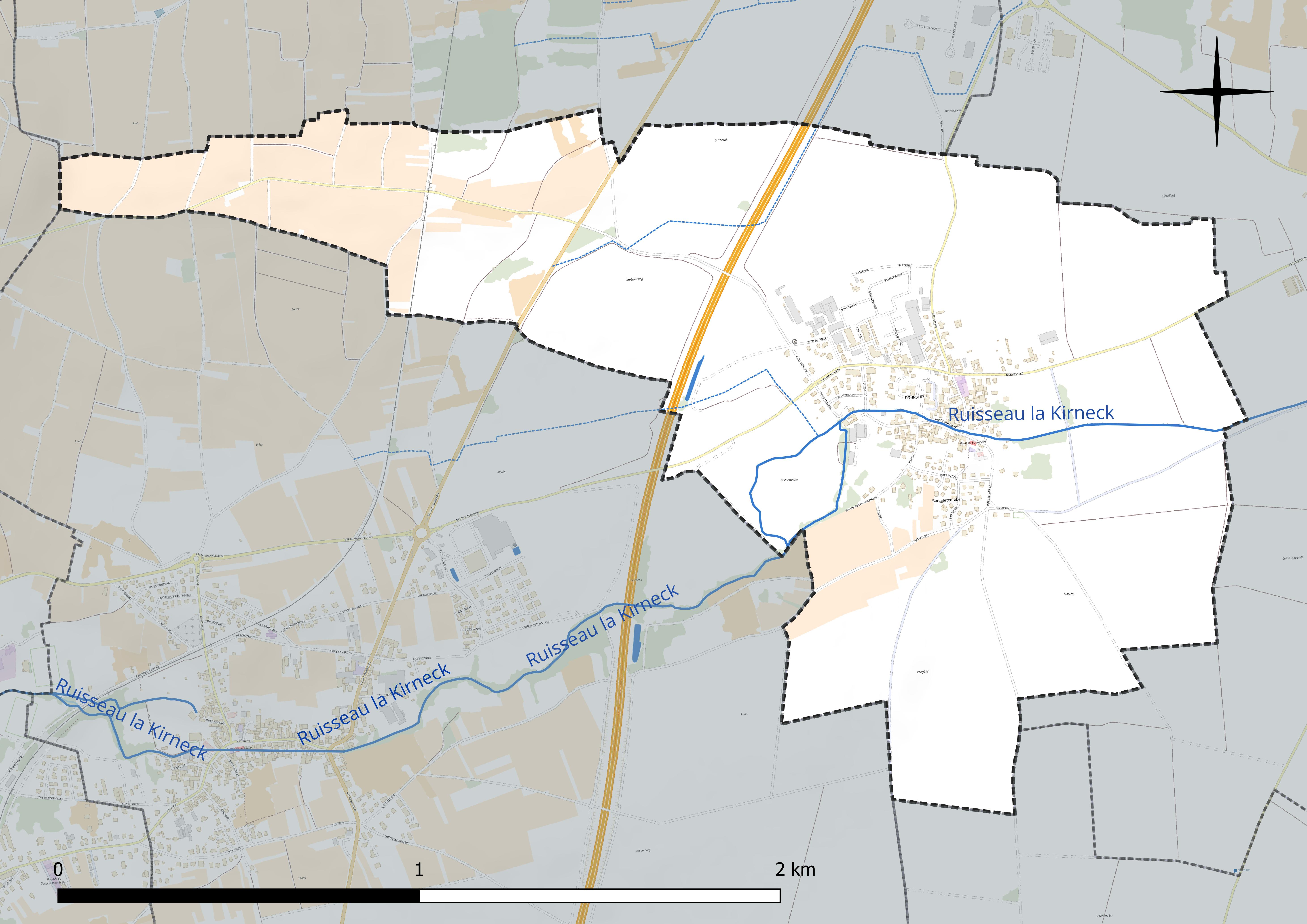
Réseau hydrographique de Bourgheim.

#### Gestion et qualité des eaux
Le territoire communal est couvert par le schéma d'aménagement et de gestion des eaux (SAGE) « Ill Nappe Rhin ». Ce document de planification concerne la nappe phréatique rhénane, les cours d'eau de la plaine d'Alsace et du piémont oriental du Sundgau, les canaux situés entre l'Ill et le Rhin et les zones humides de la plaine d'Alsace. Le périmètre s’étend sur 3 596 km2. Il a été approuvé le 17 janvier 2005. La structure porteuse de l'élaboration et de la mise en œuvre est la région Grand Est. 
La qualité des cours d’eau peut être consultée sur un site dédié géré par les agences de l’eau et l’Agence française pour la biodiversité. 

### Climat
Pour des articles plus généraux, voir Climat du Grand Est et Climat du Bas-Rhin.
En 2010, le climat de la commune est de type climat des marges montargnardes, selon une étude du Centre national de la recherche scientifique s'appuyant sur une série de données couvrant la période 1971-2000. En 2020, Météo-France publie une typologie des climats de la France métropolitaine dans laquelle la commune est exposée à un climat semi-continental et est dans une zone de transition entre les régions climatiques « Vosges » et « Alsace ». 
Pour la période 1971-2000, la température annuelle moyenne est de 10,5 °C, avec une amplitude thermique annuelle de 17,8 °C. Le cumul annuel moyen de précipitations est de 606 mm, avec 7,8 jours de précipitations en janvier et 9,9 jours en juillet. Pour la période 1991-2020, la température moyenne annuelle observée sur la station météorologique de Météo-France la plus proche, « Le Hohwald_sapc », sur la commune du Hohwald à 12 km à vol d'oiseau, est de 8,8 °C et le cumul annuel moyen de précipitations est de 1 129,1 mm. 
La température maximale relevée sur cette station est de 35,6 °C, atteinte le 25 juillet 2019 ; la température minimale est de −20,5 °C, atteinte le 7 février 1991,,. 
Les paramètres climatiques de la commune ont été estimés pour le milieu du siècle (2041-2070) selon différents scénarios d'émission de gaz à effet de serre à partir des nouvelles projections climatiques de référence DRIAS-2020. Ils sont consultables sur un site dédié publié par Météo-France en novembre 2022.

## Urbanisme

### Typologie
Au 1er janvier 2024, Bourgheim est catégorisée petite ville, selon la nouvelle grille communale de densité à sept niveaux définie par l'Insee en 2022.
Elle est située hors unité urbaine. Par ailleurs la commune fait partie de l'aire d'attraction de Strasbourg (partie française), dont elle est une commune de la couronne,. Cette aire, qui regroupe 268 communes, est catégorisée dans les aires de 700 000 habitants ou plus (hors Paris),.

### Occupation des sols
L'occupation des sols de la commune, telle qu'elle ressort de la base de données européenne d’occupation biophysique des sols Corine Land Cover (CLC), est marquée par l'importance des territoires agricoles (89,2 % en 2018), en diminution par rapport à 1990 (90,2 %). La répartition détaillée en 2018 est la suivante : 
terres arables (63,6 %), zones agricoles hétérogènes (11,8 %), zones urbanisées (10,8 %), cultures permanentes (9,6 %), prairies (4,2 %). L'évolution de l’occupation des sols de la commune et de ses infrastructures peut être observée sur les différentes représentations cartographiques du territoire : la carte de Cassini (XVIIIe siècle), la carte d'état-major (1820-1866) et les cartes ou photos aériennes de l'IGN pour la période actuelle (1950 à aujourd'hui).

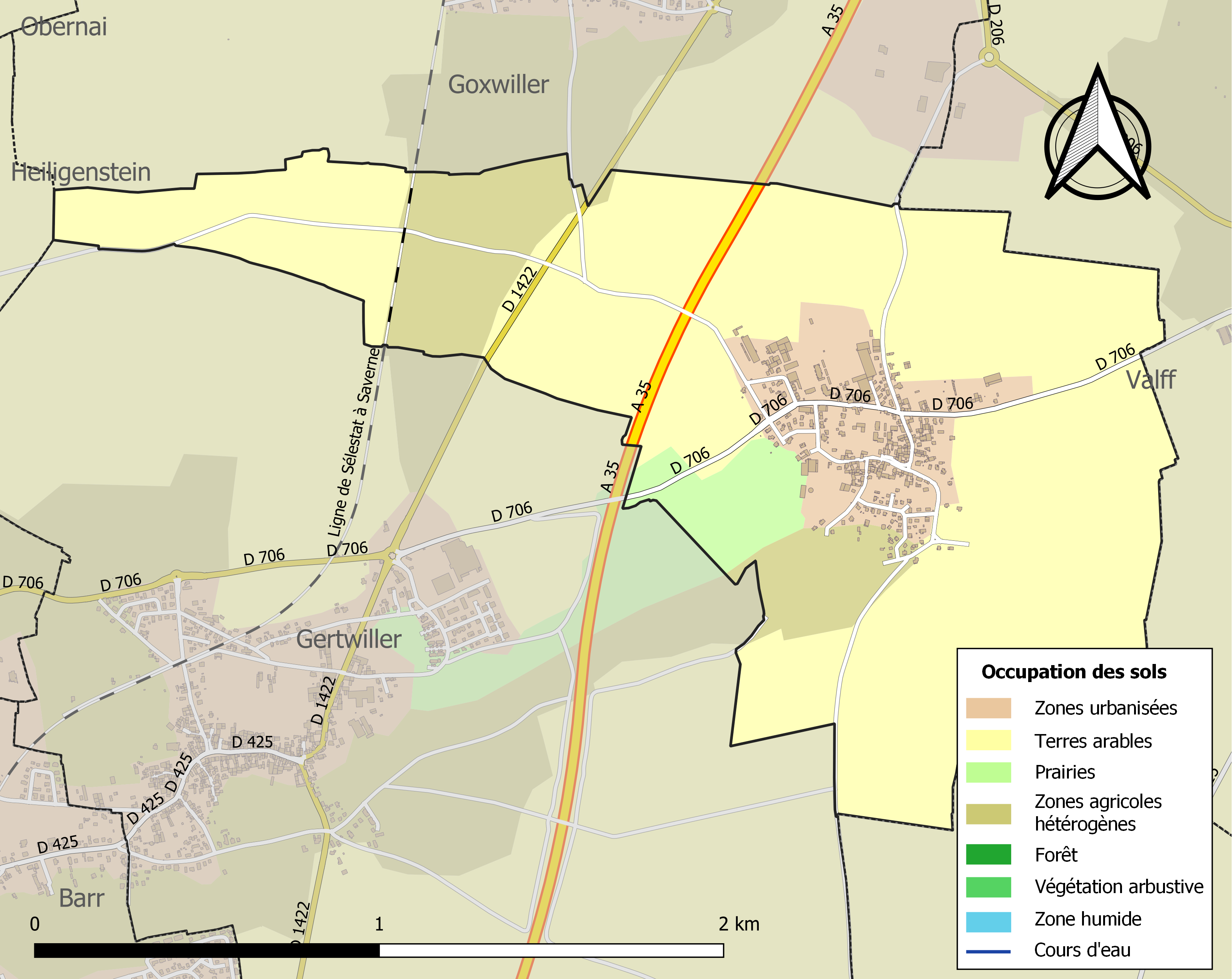
Carte des infrastructures et de l'occupation des sols de la commune en 2018 (CLC).

## Histoire
Bourgheim, un petit village et une longue histoire. Située au bord de la Kirneck sur une terrasse lœssique dominant le Bruch de l'Andlau, le site est habité dès l'époque gallo-romaine.
Trouvailles occasionnelles et fouilles prouvent l’existence d’un fortin entouré de cabanes et de fours à potiers.
Le village sous le nom de Burghaime est mentionné pour la première fois en 738 comme possession des ducs d’Alsace. Il passe plus tard à l’Empire et devient un Reichsdorf comme ses voisins Barr, Gertwiller, Goxwiller et Heiligenstein avec lesquels il partage l’usage des forêts et du Bruch. De nombreux couvents : Wissembourg, Ebersmunster, Niedermunster, y possèdent des biens. À la fin du Moyen Âge deux localités se sont constituées : Oberburgheim au sud de la Kirneck avec une chapelle Saint-Nicolas et Niederburgheim autour de l’église Saint-Arbogast. Cette dernière conserve de beaux vestiges de l’époque romane. Au XVe siècle Oberburgheim disparaît.
Au début du XVIe siècle, Bourgheim comme les autres communes de la seigneurie de Barr, est donnée par l’empereur Maximilien à Nicolas ZIEGLER. Les fils de ce dernier vendent en 1566 et 1568 l’ensemble à la ville de Strasbourg qui en reste propriétaire jusqu’à la Révolution. Bourgheim passe par une crise terrible au cours des guerres du XVIIe siècle. Le village n’a plus d’habitant en 1679. Certains reviendront, on signale huit familles en 1681. En 1779 on compte 140 personnes : 118 protestants et 22 catholiques.
Comme dans toute la seigneurie, la Réforme a été introduite vers 1545. Bourgheim a d’abord été desservie par Gertwiller, puis est devenue à partir de 1565 jusqu’à nos jours filiale de la paroisse de Goxwiller, où réside le pasteur. Après le rattachement à la France, le catholicisme fut réintroduit en 1685. Le régime du simultaneum, usage de la même église par les deux confessions, est toujours en vigueur. Les catholiques étaient à l’origine rattachés à Niedernai.
Après la Révolution, Bourgheim est devenue une commune de plein droit. Elle a vécu au XXe siècle la création d’une usine de matériel agricole qui a modifié l’aspect du village.

### Héraldique
| Blason de Bourgheim | Blason  | Coupé : au premier de sable aux deux roses d'argent boutonnées d'or, au second d'argent plain. |
| Blason de Bourgheim | Détails |                                                                                                |

## Politique et administration

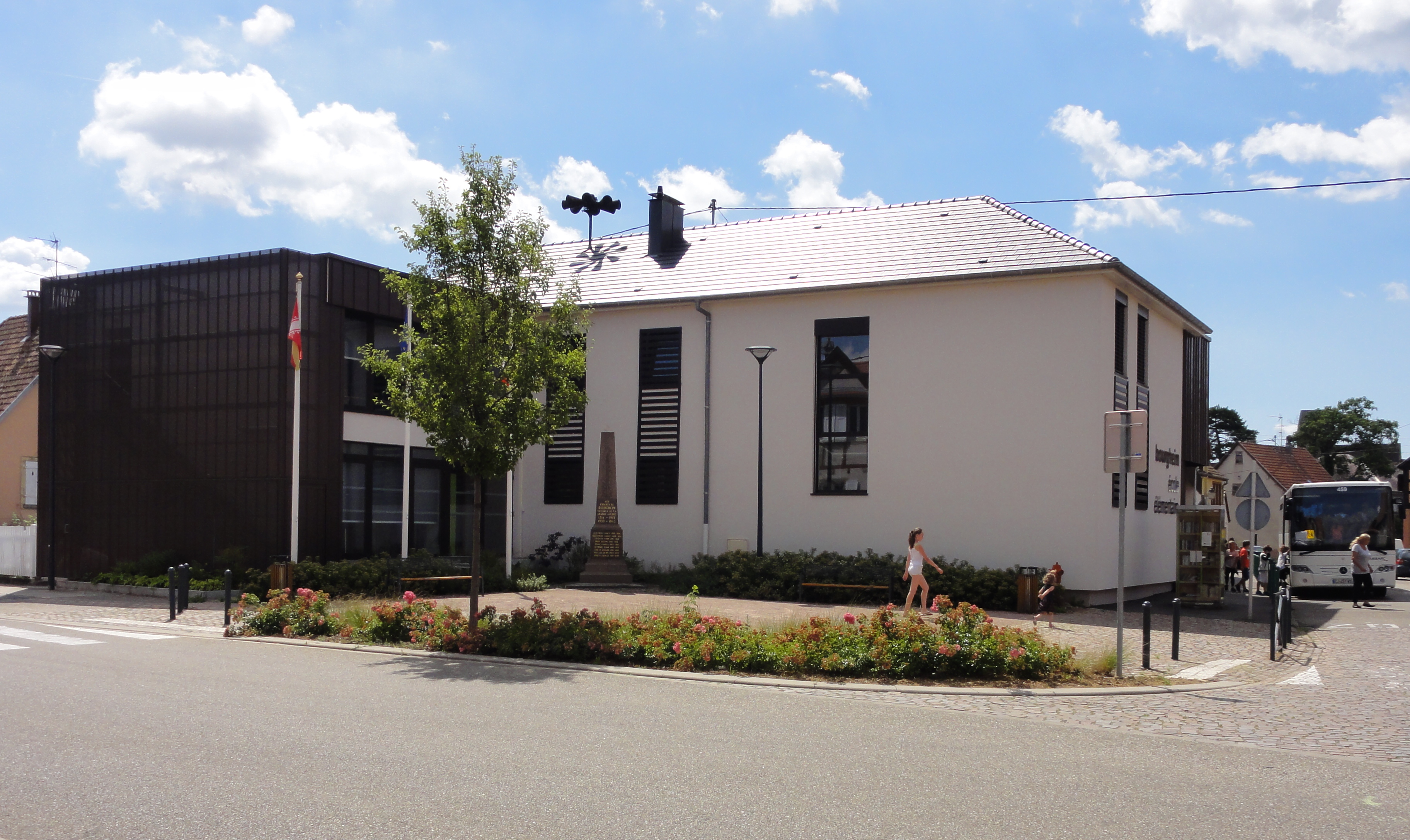
L'école de Bourgheim.

| Période                                  | Période                   | Identité                                       | Étiquette | Qualité |
| ---------------------------------------- | ------------------------- | ---------------------------------------------- | --------- | ------- |
| 1983                                     | 2001                      | Gustave Boeckel                                |           |         |
| 2001                                     | 2008                      | Raymond Ledig                                  |           |         |
| 2008                                     | En cours (au 31 mai 2020) | Jacques Cornec, Réélu pour le mandat 2020-2026 |           |         |
| Les données manquantes sont à compléter. |                           |                                                |           |         |

## Démographie
L'évolution du nombre d'habitants est connue à travers les recensements de la population effectués dans la commune depuis 1793. Pour les communes de moins de 10 000 habitants, une enquête de recensement portant sur toute la population est réalisée tous les cinq ans, les populations de référence des années intermédiaires étant quant à elles estimées par interpolation ou extrapolation. Pour la commune, le premier recensement exhaustif entrant dans le cadre du nouveau dispositif a été réalisé en 2007.

En 2022, la commune comptait 643 habitants, en évolution de +4,38 % par rapport à 2016 (Bas-Rhin : +3,17 %, France hors Mayotte : +2,11 %).
| 1793 | 1800 | 1806 | 1821 | 1831 | 1836 | 1841 | 1846 | 1851 |
| ---- | ---- | ---- | ---- | ---- | ---- | ---- | ---- | ---- |
| 146  | 174  | 179  | 228  | 226  | 222  | 226  | 224  | 222  |

| 1856 | 1861 | 1866 | 1871 | 1875 | 1880 | 1885 | 1890 | 1895 |
| ---- | ---- | ---- | ---- | ---- | ---- | ---- | ---- | ---- |
| 216  | 200  | 204  | 184  | 178  | 179  | 178  | 173  | 190  |

| 1900 | 1905 | 1910 | 1921 | 1926 | 1931 | 1936 | 1946 | 1954 |
| ---- | ---- | ---- | ---- | ---- | ---- | ---- | ---- | ---- |
| 173  | 177  | 194  | 182  | 180  | 184  | 191  | 185  | 233  |

| 1962 | 1968 | 1975 | 1982 | 1990 | 1999 | 2006 | 2007 | 2012 |
| ---- | ---- | ---- | ---- | ---- | ---- | ---- | ---- | ---- |
| 272  | 240  | 246  | 257  | 395  | 409  | 474  | 482  | 562  |

| 2017 | 2022 | - | - | - | - | - | - | - |
| ---- | ---- | - | - | - | - | - | - | - |
| 640  | 643  | - | - | - | - | - | - | - |

## Lieux et monuments
Bourgheim possède une église protestante datant du IXe siècle : l'église Saint-Arbogast. C'est une église simultanée.

## Personnalités liées à la commune
- Pierre Bodein alias « Pierrot le Fou » a vécu et a été interpellé à Bourgheim en 2004.